# Bolitoglossa walkeri
Bolitoglossa walkeri är en groddjursart som beskrevs av Arden H. Brame, Jr. och David Burton Wake 1972. Bolitoglossa walkeri ingår i släktet Bolitoglossa och familjen lunglösa salamandrar. IUCN kategoriserar arten globalt som nära hotad. Inga underarter finns listade.